# شركة أليسون للمحركات

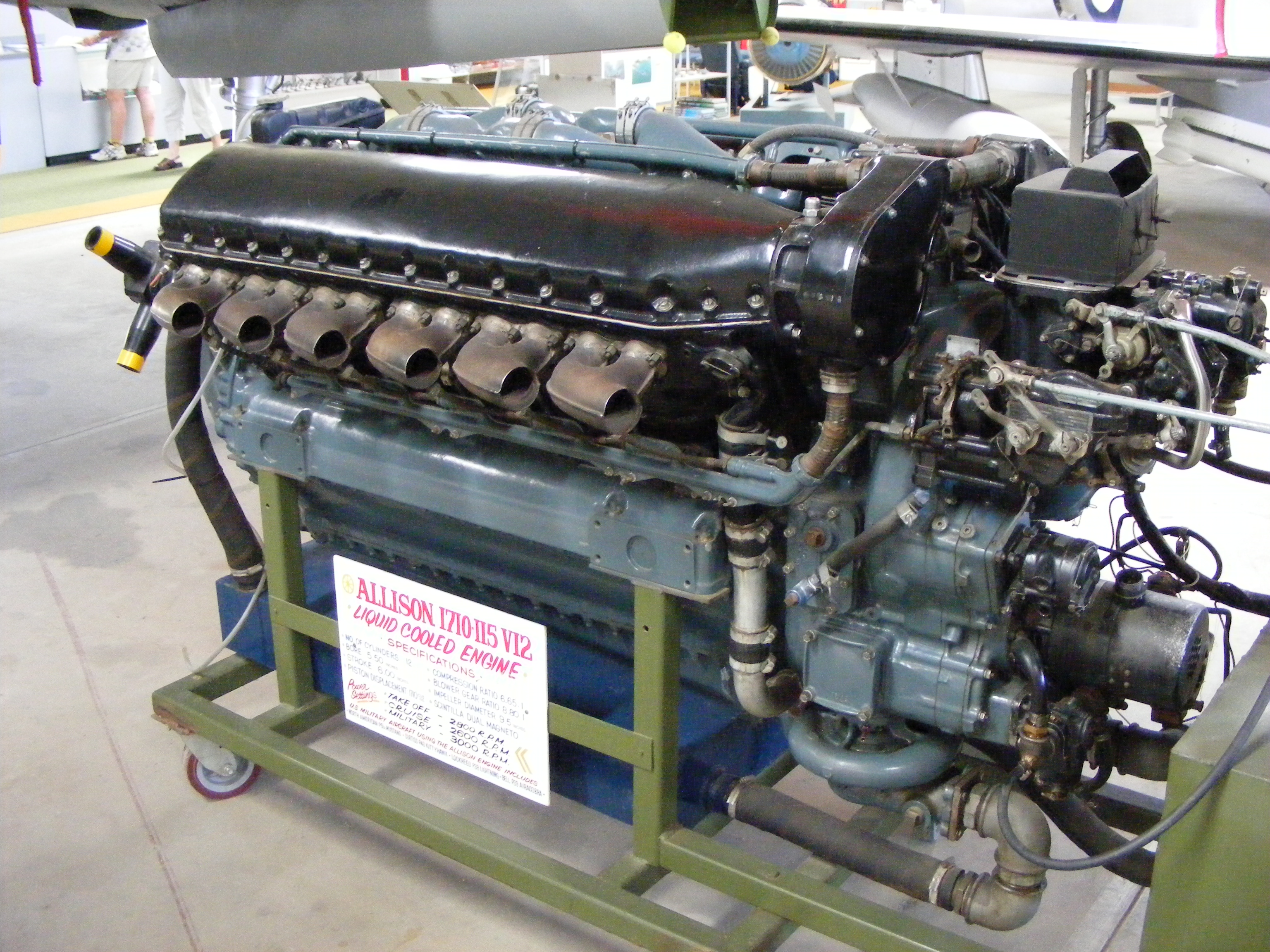
محرك طائرة, طراز أليسون 1710 V12

شركة أليسون للمحركات (بالإنجليزية: Allison Engine Company)‏ شركة أمريكية لصناعة محركات الطائرات استحوذت عليها شركة رولز رويس لتصبح شركة فرعية لها. بعد الاستحواذ صار بمقدور شركة رولز رويس توفير محركات الطائرات في مختلف قطاعات الأسواق من محركات المروحيات مثل الطراز (AE 1107C-Liberty) وصولأً لأعرض الطائرات حجماً مثل رولز رويس ترينت

## لمحة تاريخية
بدأت شركة أليسون كشركة للمحركات والسيارات, توفر خدماتها لسباق انديانا للمحركات على الخطوط السريعة Indianapolis Motor Speedway في مدينة انديانابوليس وكان منتجها الوحيد بطانة مصنوعة من الرصاص تستعمل كمحمل (محمل) في مختلف محركات الطائرات. كذلك صنعت عمود الدوران ومجنزرات التروس للمحركات الكبيرة وذلك تحت الطلب. كذلك من انشطتها الأخرى الصغيرة, تعديل محركات ليبرتي القديمة (Liberty engines)لمحركات أقوى تعمل على الطائرات والسفن.
في اواخر عام 1920م، قام الجيش الأمريكي بتمويل سلسلة من مشاريع تطوير محركات عالية القوة، تحت مضلة مشاريع تهدف فيها للوصول للمحرك الاضخم (hyper engine) ,المُوكل لشركة كونتنتل للمحركات.
قرر مدير شركة أليسون، N.H. Gilman المضي قدما ً بتصميم محركه الاسطواني فائق القوة الخاص بشركته، قدمت النتائج للجيش الأمريكي للحصول على الدعم اللازم ,عام 1928م, لكن الجيش لم يقتنع بالطلب وتم الرفض.
بعد وفات جيمس أليسون (James Allison) بوقت قصير, اشُتريت الشركة من قَبل فيشر اخوان (Fisher brothers), الذي قاد الشركة لتطور المحرك الاسطواني إلى محرك اسطواني ذو 6 اسطوانات لسلسلة من الطائرات, وقبل أن يستمر المشروع كثيراً ,باع فيشر الشركة, لشركة جنرال للمحركات (General Motors), والتي انهت بدورها المشروع نتيجة للضغوط المالية التي عانت منها بسبب الكساد الكبير (Great Depression). وبالرغم من ذلك جيلمان (مدير الشركة), استمر قدماً بالتصميم الاسطواني، صانعا ً منه نموذجا ً ورقياً V-12 engine. ومرة أخرى رفض الجيش الأمريكي دعم المشروع ولكن الجيش اقترح على جلمان عرض مشروعة على البحرية الأمريكية التي وافقت على دعم المشروع للتصميمين أ A وب B، بدرجة جداً محدودة وذلك من اجل طائراتها. إلى ان وقع حادث الطائرة USS Macon عام 1935م, حين أصبحت الحاجة ملحة للحصول على محرك ذو 1000 حصان.

## التصميم V-1710
عند هذه المرحلة أصبح الجيش مهتما ً أكثر بالتصميم, وطلب من شركة أليسون المضي بتطوير النسخة سي C، حيث كان للجيش مشاريعi الخاصة لتمويلها, مما حدا بشركة أليسون ان شاركة بالجزء الأكبر من التمويل.أول تجربة تحليق تضمنت الطراز V-1710-C كانت في 14 ديسمبر عام 1936م، على الطائرة Consolidated A-11 (طائرة اختبار), أكمل المحرك V-1710-C6 بنجاح اختبار الجيش نوع (150 ساعة)، وذلك في 23 أبريل عام 1936م, عند قوة 1000 حصان (750 ك و), محقق بذلك أعلى نتائج حققها محرك من هذا النوع.عند هذا المرحلة الغى الجيش جميع التزاماته في خطط تطوير المحركات الأخرى، تاركاً الطراز V-1710 المحرك الوحيد والاحدث المتوفر, وسرعان ما اعتمد المحرك الرسمي لمقاتلات USAAC، والتي تشمل P-38 Lightning, وP-39 Airacobra,P-40 Warhawk.
كان اهتمام الجيش منصب أكثر نحو نظام شحن الهواء عالي القوة (turbochargers), أكثر من النظام الميكانيكي لشحن الهواء(superchargers), معتقداً ان الأداء المضاف سيتغلب على التعقيد المصاحب له, وبالتالي مع جهود بسيطة زود المحرك V-1710 بشاحن هواء تقليدي لكن اعتبر مقنع. وعندما زودت الطائرات مثل P-39, P-40 ,والتي كانت تفتقر للحيز الكافي لمنظومة شحن الهواء عالي القوة، عانت كثيراً في الارتفاعات العالية, ولهذا السبب بالتحديد تم استبدال المحرك V-1710 من طائرة P-51 Mustang بمحرك اخر من شركة أخرى Rolls-Royce Merlin.

## مرحلة ما بعد الحرب
عندما قل الطلب على محركات V-1710 في نهاية الحرب العالمية الثانية، أليسون وجدت نفسها مع خطوط إنتاج ضخمة والتي لم تعد الحاجة لها ,ولهذا السبب، في عام 1947م قرر الجيش نسخة شركة جنرال أليكتورك General Electric من محرك فرنك وايت Frank Whittle النفاث (محرك نفاث) jet engines، وتسليمه لشركة أليسون بدلاً منم، كان الطراز الأساسي هو GE's 4,000 lbf I-40 اعيد تسميته ليصبح Allison J33.مع نهاية إنتاجه عام 1955، تم صنع 7000 محرك Allison J33

## المحركات
- V-1710
- V-3420
- J33
- J35
- J71
- J102
- TF41
- AE 3007
- أليسون موديل 250/تي63
- AE 2100
- Allison T38
- Allison T40
- Allison T56
- Rolls-Royce T406
- Allison T701
- Pratt & Whitney/Allison 578-DX
- Allison/Rolls-Royce AR.168R